# Paulo Roberto
Paulo Roberto, właśc. Paulo Roberto Curtis Costa (ur. 27 stycznia 1963 w Viamão) – piłkarz brazylijski, występujący podczas kariery na pozycji prawego obrońcy.

## Kariera klubowa
Karierę piłkarską Paulo Roberto rozpoczął w klubie Grêmio Porto Alegre w 1981. Z Grêmio zdobył mistrzostwo Brazylii 1981, Copa Libertadores 1983 oraz Puchar Interkontynentalny 1983. W lidze brazylijskiej zadebiutował 21 marca 1981 w wygranym 1-0 meczu z São Paulo FC. W latach 1984–1985 był zawodnikiem São Paulo FC i Santosie FC.
W latach 1986–1989 był zawodnikiem CR Vasco da Gama. Z Vasco da Gama zdobył mistrzostwo stanu Rio de Janeiro – Campeonato Carioca w 1987 i 1988. W latach 1989–1991 występował w Botafogo FR. Z Botafogo zdobył mistrzostwo stanu Rio de Janeiro w 1990. W latach 1992–1994 występował w Cruzeiro EC. Z Cruzeiro zdobył Supercopa Sudamericana 1992 oraz dwukrotnie mistrzostwo stanu Minas Gerais – Campeonato Mineiro w 1992 i 1994. W latach 1994–1996 był zawodnikiem Corinthians Paulista i Clube Atlético Mineiro. Z Atlético Mineiro zdobył mistrzostwo stanu Minas Gerais w 1995. W latach 1996–1997 występował w Fluminense FC. Z Fluminense spadł do drugiej ligi.
W Fluminense 18 października 1997 w zremisowanym 2-2 meczu z Goiás EC Paulo Roberto po raz ostatni wystąpił w lidze. W meczu tym strzelił bramkę. Ogółem w latach 1981–1997 wystąpił w lidze w 273 meczach i strzelił 23 bramki. W 1998 występował w Paragwaju w Cerro Porteño. Karierę zakończył w Canoas FC w 2000.

## Kariera reprezentacyjna
W reprezentacji Brazylii Paulo Roberto zadebiutował 24 sierpnia 1983 w przegranym 0-1 meczu z reprezentacją Argentyny w Copa América 1983, na którym Brazylia zajęła drugie miejsce. Na turnieju wystąpił w trzech meczach z Argentyną, Paragwajem i Urugwajem. Ostatni raz w reprezentacji Paulo Roberto wystąpił 21 czerwca 1989 w przegranym 0-1 towarzyskim meczu z reprezentacją Szwajcarii. Ogółem w reprezentacji Paulo Roberto wystąpił w 7 razy.